# Organización para la Cooperación Islámica
La Organización para la Cooperación Islámica (OCI por sus siglas; en árabe: منظمة التعاون الاسلامي‎; en francés: Organisation de la Coopération Islamique; en inglés: Organisation of Islamic Cooperation) es un organismo internacional que agrupa a los estados de confesión musulmana, creado en 1969 durante la Conferencia de Rabat y formalizada dos años después.
Su sede está en Yeda, ciudad costera de Arabia Saudí a orillas del Mar Rojo. Sus miembros son países con mayoría de población musulmana o con una comunidad significativa en ellos, con Estados miembros y observadores de África, Asia, Europa y América del Sur. El 28 de junio de 2011 se oficializó el cambio de nombre, anteriormente se llamó: Organización de la Conferencia Islámica (Árabe: منظمة المؤتمر الإسلامي); (Francés: Organisation de la Conférence Islamique); (Inglés: Organization of the Islamic Conference).
Sus acciones se circunscriben a la actividad colaborativa entre sus miembros, sobre todo en la lucha contra el imperialismo, el neocolonialismo y por la emancipación de Palestina. Históricamente se celebraron diversos congresos que contribuyeron con su desarrollo: Lahore (1974), La Meca (1981), Casablanca (1984), Kuwait (1987), Dakar (1991). Sus repercusiones son menores que las de la Liga Árabe.

## Estructura interna
- Cumbre de Jefes de Estado: Dirige la organización mediante reuniones periódicas cada tres años.
- Conferencia de Ministros de Asuntos Exteriores: Se reúnen en sesiones ordinarias anuales y se encarga de la aplicación de las políticas para el desarrollo del organismo.
- Secretaría General: Organismo ejecutivo elegido por mandato de cuatro años y auxiliado por cuatro adjuntos.

## Agencias especializadas
- Centro de Investigación y Formación Estadística, Económica y Social
- Agencia Internacional Islámica de Noticias
- Banco Islámico de Desarrollo

## Secretarios Generales
| N.º | Nombre                   | País de origen | Desde | Hasta       |
| --- | ------------------------ | --- | ----- | ----------- |
| 1   | Tunku Abdul Rahman       | Indonesia Malasia Singapur Filipinas Brunéi Tailandia Birmania | 1971  | 1973        |
| 2   | Hasan Tuhami             | Egipto · Sudán · Eritrea | 1974  | 1975        |
| 3   | Amadou Karim Gaye        | Senegal Gambia Guinea Guinea-Bisáu Costa de Marfil Sierra Leona Liberia Nigeria Ghana Togo Benín Camerún República Centroafricana Gabón                                                         | 1975  | 1979        |
| 4   | Habib Chatty             | Túnez Turquía | 1979  | 1984        |
| 5   | Syed Sharifuddin Pirzada | Bangladés · Pakistán · India · Afganistán · Mongolia · Kirguistán · Tayikistán · Nepal · Sri Lanka · Maldivas · Bután                                                                           | 1985  | 1988        |
| 6   | Hamid Algabid            | Libia Argelia | 1989  | 1996        |
| 7   | Azzeddine Laraki         | Irak Siria Líbano Irán Turkmenistán Uzbekistán | 1997  | 2000        |
| 8   | Abdelouahed Belkeziz     | Marruecos Mauritania Mali Níger Chad Burkina Faso | 2001  | 2004        |
| 9   | Ekmeleddin İhsanoğlu     | Turquía · Azerbaiyán · Rusia · Bielorrusia · Albania · Bosnia y Herzegovina · Montenegro · Serbia · Kosovo · Macedonia del Norte · Grecia · Chipre · Malta · Kazajistán                         | 2004  | 2013        |
| 10  | Ramadan al-Suwayhili     | Yemen Yibuti Etiopía Somalia Sudán del Sur Uganda Ruanda Burundi Kenia Tanzania República Democrática del Congo Zambia Mozambique Malaui Comoras Mayotte Madagascar Mauricio Reunión Seychelles | 2013  | 2014        |
| 10  | İyad bin Emin Medeni     | Arabia Saudita · Emiratos Árabes Unidos · Omán · Catar · Baréin · Kuwait · Jordania · Trinidad y Tobago · Guyana · Surinam · El Salvador · Belice                                               | 2014  | Actualmente |

## Miembros

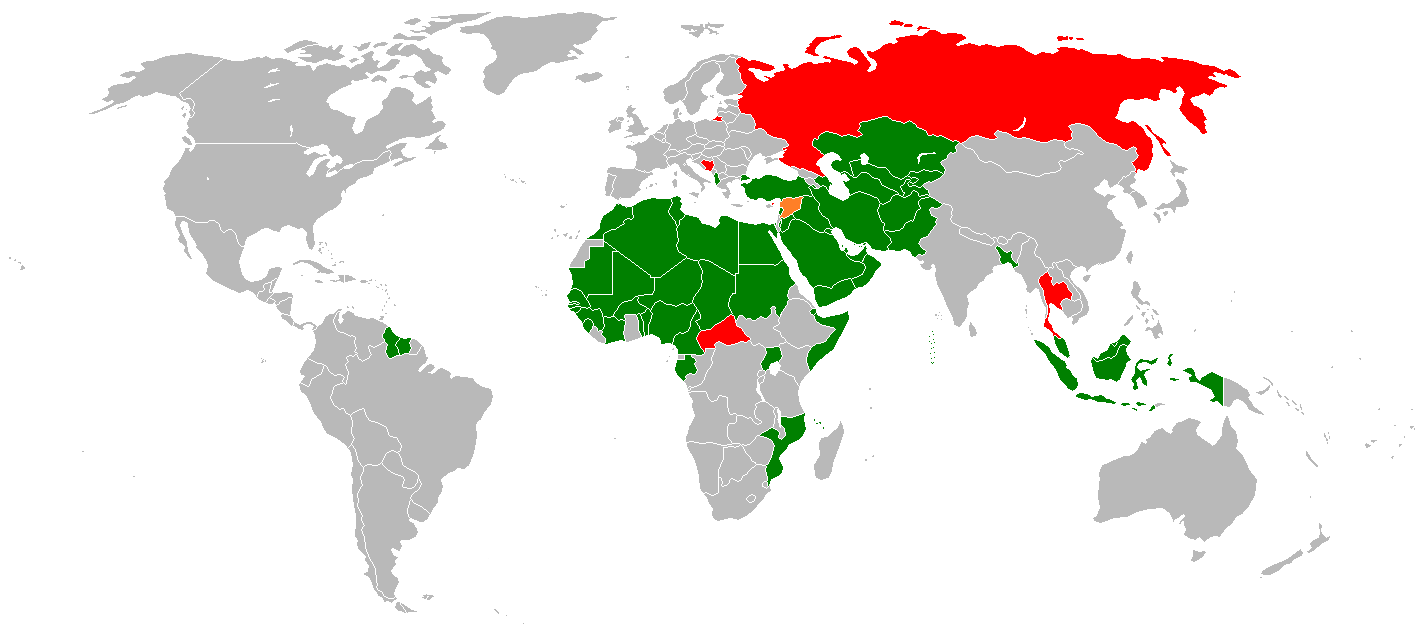
Estados miembros
Estados observadores
Estados suspendidos (Siria).

Listado de los 51 países miembros: 
- Afganistán
- Albania
- Arabia Saudita
- Argelia
- Azerbaiyán
- Baréin
- Bangladés
- Benín
- Brunéi
- Burkina Faso
- Camerún
- Catar
- Chad
- Comoras
- Costa de Marfil
- Egipto
- Emiratos Árabes Unidos
- Gabón
- Gambia
- Guinea
- Guinea-Bisáu
- Guyana
- Indonesia
- Irán
- Irak
- Jordania
- Kazajistán
- Kirguistán
- Kuwait
- Líbano
- Libia
- Malasia
- Maldivas
- Mali
- Marruecos
- Malaui
- Mauritania
- Mozambique
- Níger
- Omán
- Pakistán
- Palestina
- Senegal
- Sierra Leona
- Somalia
- Sudán
- Surinam
- Siria (Suspendida)
- Tayikistán
- Togo
- Túnez
- Turquía
- Turkmenistán
- Uganda
- Uzbekistán
- Yemen
- Yibuti

Países observadores:
- Bosnia y Herzegovina, desde 1994
- República Centroafricana, desde 1997
- Chipre del Norte, estado no reconocido, informalmente desde 1979, oficialmente desde 2004
- Tailandia, desde 1998
- Rusia, desde 2005
- Venezuela, desde 2017

Países y organismos bloqueados:
- India
- Filipinas
- Eritrea
- Etiopía
- OLP[3]